# Francis Patrick Kenrick
Francis Patrick Kenrick, né à Dublin le 3 décembre 1796  et décédé le 8 juillet 1863, était un prêtre catholique irlandais et théologien. Envoyé aux États-Unis il fut le troisième évêque de Philadelphie de 1842 à 1851 puis archevêque de Baltimore de 1851 à sa mort en 1863.

## Biographie

### Jeunesse et formation
Né à Dublin, Francis Patrick Kenrick est le fils de Thomas et Jane (née Eustace) Kenrick. Il est le frère de Peter Richard Kenrick, qui fut évêque de Saint-Louis (Missouri) de 1841 à 1895.
À l'âge de 18 ans, il est envoyé à Rome pour y suivre des études de théologie dans une des universités pontificales.

### Prêtre
Peu de temps après, il est ordonné prêtre par Candido Maria Frattini le 7 avril 1821, puis accepte une invitation à s'installer aux États-Unis, dans le Kentucky.

### Évêque de Philadelphie
Célèbre théologien, il fut nommé coadjuteur de Philadelphie en 1830 (où il fonde la  paroisse Saint-Jean-l'Évangéliste), après avoir secondé Mgr David à la direction du séminaire de Bardstown. Il est consacré le 6 juin 1830 par Benoît-Joseph Flaget avec comme co-consécrateurs Henry Conwell (en) et Jean-Baptiste David. En 1841, il devient l’évêque titulaire de Philadelphie.

#### Défense de l'esclavage
En 1839, le pape Grégoire XVI avait décrit l'esclavage comme une pratique inhumaine, mais le prélat américain le plus élevé, John England, la défendait, suivi en cela par Francis Kenrick, à un moment où les jésuites du Maryland détiennent plus de 200 esclaves. En 1843, dans son traité de morale théologique, Francis Kenrick défend l'institution de l'esclavage.

### Archevêque de Baltimore
Le 19 août 1851 Francis Kenrick, est nommé archevêque de Baltimore; il en est le sixième. C'est lui qui eut l'idée de créer en 1857 le Collège américain à Louvain. Il envoie Peter Kindekens, de Detroit, à Rome, où le projet de collège n'aboutit pas. Mais ce dernier fait une halte en cours de route à Louvain, en Belgique, où les autorités de université proposent de le créer chez eux. Il sera archevêque jusqu'à  sa mort le 8 juillet 1863. Il repose dans la crypte de la cathédrale avec huit autres archevêques de Baltimore.

## Succession apostolique
Francis Patrick Kenrick a ordonné les évêques suivants :
- Évêque Peter Paul Lefevère (en) (1841)
- Évêque Jean Népomucène Neumann, C.SS.R. (1852)
- Archevêque William Henry Elder (en) (1857)
- Évêque John Barry (en) (1857)
- Évêque Patrick Neeson Lynch (en) (1858)
- Évêque Augustin Vérot (en), P.S.S. (1858)
- Évêque Michael Domenec (en), C.M. (1860)